# 邦古拉瓦大区
邦古拉瓦大區是馬達加斯加的23個大區之一，位於該國中部，北臨貝齊布卡大區，東毗阿纳拉曼加大区和伊塔西大區，南接瓦基南卡拉特拉大区，西鄰梅納貝大區和梅拉基大區，首府是齊魯阿努曼迪迪，下分2縣，面積16,821平方公里，2004年人口約235,000。

## 外部連結
- Bongolava （页面存档备份，存于） unofficial site (in French)
- Bongolava （页面存档备份，存于） presentation (in French).

Bongolava （页面存档备份，存于） ong FAMI site (in French)
1. ↑   (PDF). Institut National de la Statistique Madagascar.   [May 23, 2020]. （原始内容 (PDF)存档于November 18, 2020）.
2. ↑  . hdi.globaldatalab.org.   [2018-09-13] （英语）.